# Catharsius vitulus
Catharsius vitulus là một loài bọ cánh cứng trong họ Bọ hung (Scarabaeidae).